# Ferenc Hammang
Ferenc Hammang (Budapest, 20 de mayo de 1944) es un deportista húngaro que compitió en esgrima, especialista en la modalidad de sable.
Participó en dos Juegos Olímpicos de Verano en los años 1976 y 1980, obteniendo una medalla de bronce en Moscú 1980 en la prueba por equipos. Ganó tres medallas en el Campeonato Mundial de Esgrima entre los años 1973 y 1978.

## Palmarés internacional
| Juegos Olímpicos   | Juegos Olímpicos         | Juegos Olímpicos  | Juegos Olímpicos  |
| Año                | Lugar                    | Medalla           | Prueba            |
| ------------------ | ------------------------ | ----------------- | ----------------- |
| 1980               | Moscú (URSS)             | Medalla de bronce | Sable por equipos |
| Campeonato Mundial |                          |                   |                   |
| Año                | Lugar                    | Medalla           | Prueba            |
| 1973               | Gotemburgo (Suecia)      | Medalla de oro    | Sable por equipos |
| 1977               | Buenos Aires (Argentina) | Medalla de bronce | Sable por equipos |
| 1978               | Hamburgo (RFA)           | Medalla de oro    | Sable por equipos |